# Тверді горючі копалини

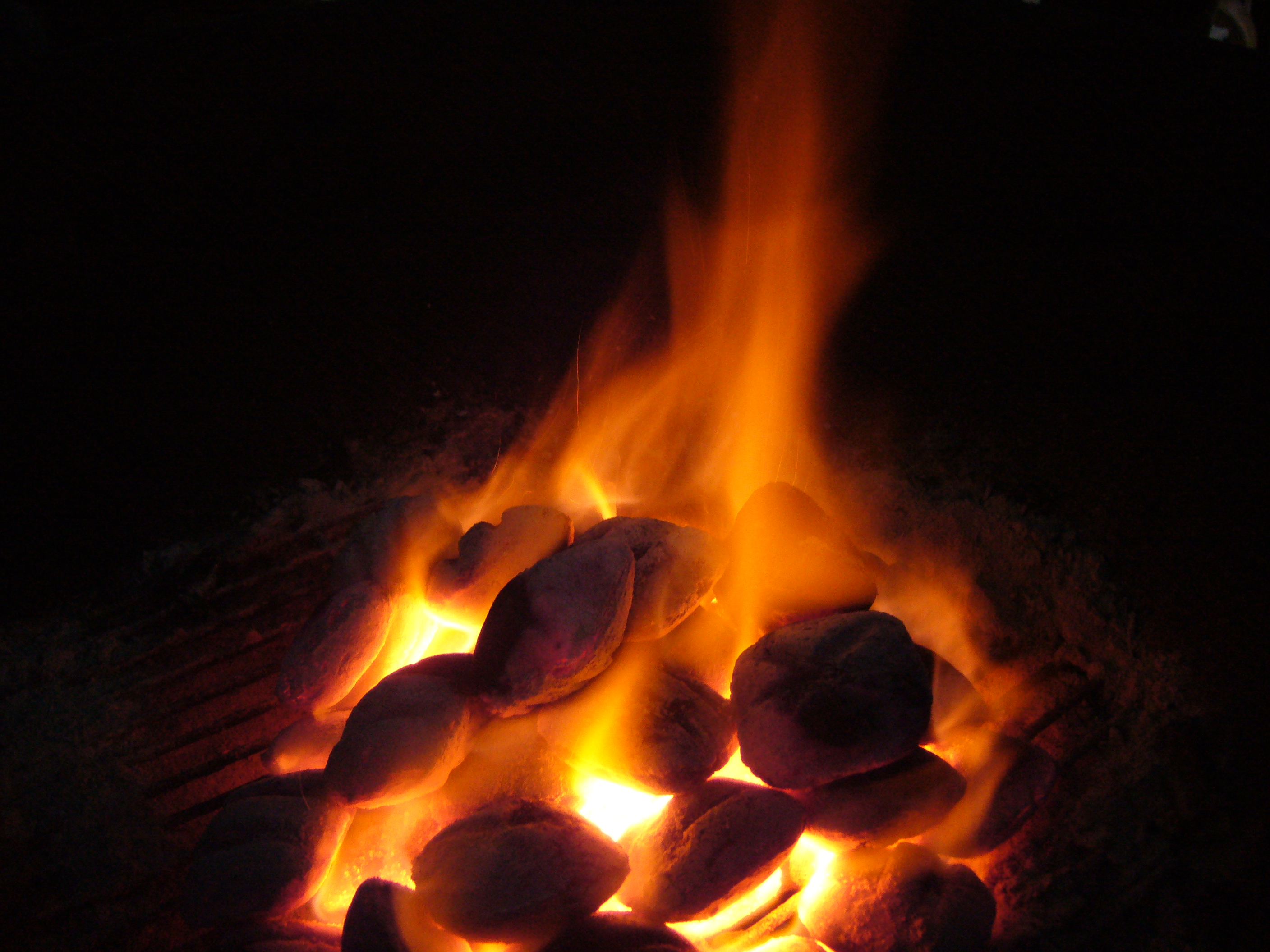
Тверді горючі копалини: горіння вугілля.

Тверді горючі копалини (ТГК)  — частина горючих корисних копалин, які поширені в природі у твердому стані — кам'яне та буре вугілля, торф, горючі сланці, сапропеліти.

## Опис
Тверді горючі копалини — вуглеводневі осадові породи, переважно рослинного походження, що мають здатність горіти. Серед ТГК розрізняють сапропеліти, які утворилися внаслідок накопичення і перетворення на дні водойм нижчих рослин і планктону, та гумоліти — продукти перетворення відмерлих залишків вищих наземних рослин. Гумоліти поділяють на гуміти, які утворилися переважно з лігніно-целюлозної речовини (всі види вугілля та торфу) і ліптобіоліти, які складаються з найбільш стійких речовин рослин (спори, кутикули, смоли та тканини кори). У органічній масі сапропелітів переважають аліфатичні та гідроароматичні сполуки, у органічній масі гумітів — конденсовані ароматичні сполуки. Вміст Н у цих породах відповідно становить 7—9 і 3,5—5,5 мас.%, вміст С — 60—70 і 75—95 %, співвідношення (Н+С): О — 9 і 20.
За ступенем перетворення вихідних біогенних матеріалів внаслідок вуглефікації розрізняють такі види ТГК: торф, буре вугілля, кам'яне вугілля, антрацити, горючі і вуглисті сланці.

## Систематизація і класифікація ТГК
Розрізняють такі класифікації ТГК:
- загальні класифікації включають основні параметри (істотні властивості), що відображають внутрішню спільність кожного класу і класів серед всіх ТГК, охоплюваних класифікацією. Такі класифікації мають головним чином пізнавальне теоретичне значення;
- технологічні (промислові) класифікації розподіляють ТГК за показниками властивостей, знання яких необхідне для використання їх в тій або іншій конкретній галузі промисловості;
- комбіновані класифікації (наприклад, промислово-генетична) ґрунтуються на показниках, що використовуються і в загальних, і в технологічних класифікаціях.

### Загальна наукова класифікація ТГК
| Стадії хімічної зрілості Класи ТГК | Торф'яна | Буровугільна | Кам'яновугільна | Антрацитна                             |
| I. Гуміти (переважно з вищих рослин) | Торфи: а) верхових боліт б) низинних боліт в) захоронені | Буре вугілля: а) землисте б) щільне (блискуче, матове смугасте) в) лігніти                                                                               | Кам'яне вугілля: а) зовні однорідне (блискуче, сажа) б) зовні неоднорідне (смугасте, матове напівблискуче)                                                                                        | Антрацити                              |
| II. Ліптобіоліти (із стійких формівних елементів вищих рослин) | а) фіхтеліт - з воску б) копали — із смол в) фіменіт — з пилку | а) піропісит — з воску б) бурштин — зі смол в) спорове вугілля (підмосковне) г) кутикулове вугілля (підмосковне «паперове» вугілля) д) барзаське вугілля | а) рабдопісит — із смол б) ткібульське смоляне вугілля в) концентрації смол г) спорове (кізеловське) д) кутикуліт (Іркутське) е) «листувате» вугілля (барзаське) ж) «кеннелі» з) лопініт — з кори | -                                      |
| III. Сапропеліти (з нижчих рослин, водоростей (альг), залишків живих організмів — планктону) 1. Власне сапропеліти (стійкі елементи рослин містяться) 2. Сапроколіти (стійкі елементи рослин відсутні) | а) сапропелі (прісноводні) б) куронгіт в) балхашит г) сапроколи | а) богхеди б) торбаніт в) марагуніт г) сапропеліти серед бурого вугілля (кеннелі-богхеди, напівбогхеди) Сапроколіти серед бурого вугілля                 | а) вугілля з Люгау (богхед) б) саропеліти серед кам'яного вугілля (кеннелі-богхеди) Сапроколіти серед Іркутського кам'яного вугілля (хахарейські, матаганські)                                    | Сапропеліти серед донецьких антрацитів |
| IV. Група особливих видів ТГК | | | |                                        |
| а) змішані сапропеліто-гуміти і гуміто-сапропеліти серед підмосковного бурого вугілля б) змішане гуміто- ліптобіолітове вугілля серед бурого вугілля Дніпровського басейну в) кенелі                   | а) змішані гуміто- сапропеліти серед Іркутського кам'яного вугілля б) змішані гуміто-ліптобіоліти серед кам'яного вугілля Західного Донбасу і Кізеловського басейну в) кеннелі | Антрацити змішаного походження і складу серед донецьких гумусних антрацитів                                                                              | |                                        |

## Елементний склад ТГК різної природи і зрілості

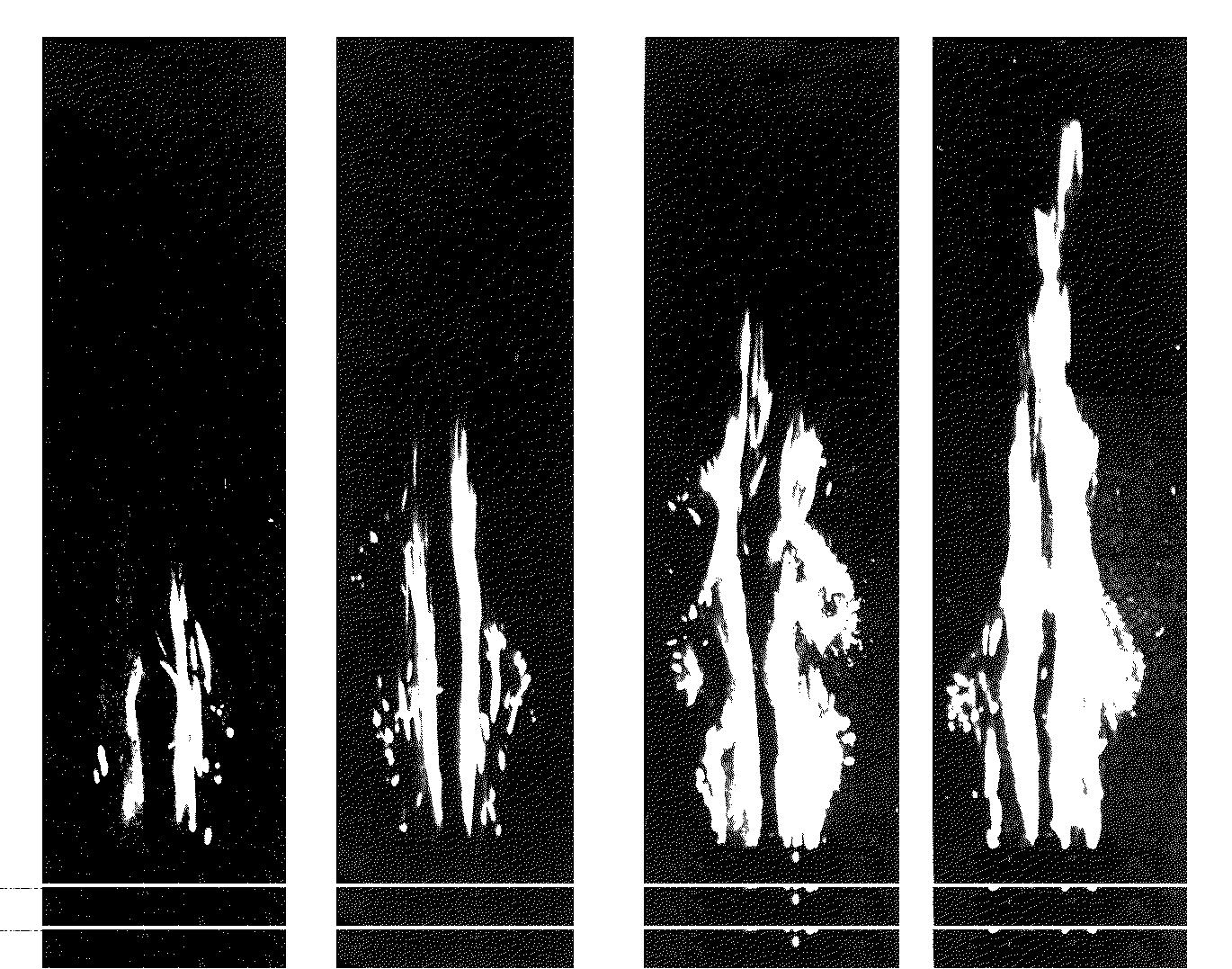
Характер факельного горіння вугільно-газових паливних сумішей.

| Назва                                                   | Вміст %, на суху і беззольну масу | Вміст %, на суху і беззольну масу | Вміст %, на суху і беззольну масу | Вміст %, на суху і беззольну масу | Вміст %, на суху і беззольну масу |
| Назва                                                   | C                                 | H                                 | O                                 | So                                | N                                 |
| Деревина                                                | 49,7                              | 6,1                               | 44,0                              | 0,1                               | 0,1                               |
| І. Гуміти                                               |                                   |                                   |                                   |                                   |                                   |
| торфи                                                   | 53-62                             | 5,7-6,5                           | 29-40                             | 0,1-0,4                           | 0,6-4,0                           |
| буре вугілля:                                           |                                   |                                   |                                   |                                   |                                   |
| землисте                                                | 63-72                             | 5,5-6,5                           | 18-30                             | 1,2-1,5                           | 0,6-0,8                           |
| щільне матове                                           | 67-75                             | 5,0-6,5                           | 15-27                             | 1,0-2,0                           | 0,5-1,2                           |
| кам'яне вугілля Донбасу, марка:                         |                                   |                                   |                                   |                                   |                                   |
| Д                                                       | 76-86                             | 5,0-6,0                           | 10-17                             | 2,0-2,5                           | 1,8                               |
| Г                                                       | 78-89                             | 4,5-5,5                           | 7-16                              | 1,0-1,5                           | 1,7                               |
| Ж                                                       | 84-90                             | 4,0-5,4                           | 5-10                              | 1,5-2,0                           | 1,6                               |
| К                                                       | 87-92                             | 4,0-5,2                           | 3-8                               | 1,5-2,0                           | 1,5                               |
| ПС                                                      | 89-94                             | 3,8-4,9                           | 2-5                               | 1,5-2,0                           | 1,4                               |
| П                                                       | 90-95                             | 3,4-4,4                           | 1,6-4,5                           | 1,,5-2,0                          | 1,2                               |
| антрацит (Донбас)                                       | 91-96                             | 1,3-3,0                           | 1-2                               | 1,0-1,5                           | 0,1-1,3                           |
| графіт                                                  | ~100                              | Соті частки відсотка              | -                                 | -                                 | -                                 |
| ІІ. Екзиніти                                            |                                   |                                   |                                   |                                   |                                   |
| піропісит                                               | 74-77                             | 9-12                              | 9-16                              | 1,5                               | -                                 |
| ліптобіоліти (для підмосковного бурого вугілля) спорові | 73                                | 6,0-7,0                           | 16                                | 3-4                               | 0,54                              |
| кутикулові                                              | 72                                | 6,0-7,0                           | 18                                | 2-3                               | 0,67                              |
| рабдопісит                                              | 80                                | 7,5                               | 11,5                              | 0,4                               | 0,6                               |
| ліповецький і ткібульський ліптобіоліти                 | 79                                | 9,9                               | 10,1                              | 0,4                               | 0,6                               |
| ІІІ. Сапропеліти                                        |                                   |                                   |                                   |                                   |                                   |
| сапропелі                                               | 49-60                             | 6-9                               | 24-41                             | 0,3-0,31                          | 2,0-5,7                           |
| балхашит                                                | 69-76                             | 10-11                             | 12-21                             | 0,6-1,1                           | 0,6-1,0                           |
| богхеди                                                 | 72-78                             | 9-10                              | 9-16                              | 2,0-3,0                           | 0,7-1,0                           |
| сапропеліт Будаговський (басейн Іркутська)              | 70-77                             | 8-10                              | 10-20                             | 0,7-0,9                           | 1,0-1,6                           |
| сапропеліти (Іркутськ)                                  | 70-82                             | 7-10                              | 7-18                              | 0,2-1,2                           | 0,7-2,6                           |
| IV. Група особливих видів ТГК                           |                                   |                                   |                                   |                                   |                                   |
| барзаські сапроміксити                                  | 78-86                             | 7-10                              | 3-12                              | 0,1-2,3                           | 0,1-0,8                           |
| гагат (кримський)                                       | 82,43                             | 6,31                              | 8,89                              | 1,34                              | 1,03                              |
| кероген горючих сланців волзький (кашпірський)          | 64-70                             | 7-8                               | 19-25                             | 3,0-7,0                           | 0,6-1,3                           |
| ленінградські                                           | 69-78                             | 7-10                              | 12-16                             | 2,0-3,0                           | 0,3-0,9                           |
| естонські(кукерсити)                                    | 77-79                             | 9-10                              | 11-13                             | 1,0-2,0                           | 0,2-0,6                           |

## Оцінка горючих властивостей твердого палива
Методика дослідження горючих властивостей вугільних зерен, вуглемасляних агрегатів тощо полягає з одночасній фото та кінорегістрації процесу вигорання частинки палива. По фото- і кіноплівках визначається відсоток «вибухаючих» паливних зерен і характер цього процесу, по кіноплівках — тривалість окремих стадій горіння.

## Вихідний матеріал ТГК
Рослини як основа для утворення ТГК містять ряд природних вищих молекулярних сполук. У них здійснюється безперервний біохімічний синтез вищих полісахаридів (целюлози) і лігніну. Каталізаторами, які збільшують у сотні тисяч і мільйони разів швидкість реакцій синтезу вищих молекулярних сполук у рослинах, служать ферменти (або ензими) — речовини білкової природи.
Ліпіди (бітумоутворювачі). До ліпідів відносять жири, воски, смоли й бальзами, а також (до деякої міри умовно) — спорополеніни, кутин, суберин і фосфатиди. Більша частина
ліпідів перебуває переважно всередині клітин організму.
Жири й жирні масла — це суміші естерів гліцерину та одноосновних жирних кислот (тригліцериди) загальної формули СН2(OCOR)-CH(OCOR')-CH2(OCOR' '), де R, R' , R' ' — залишки аліфатичних кислот. Серед жирних кислот можуть бути як граничні кислоти, напр., пальмітинова С15Н31СООН і стеаринова С17Н35СООН, так і неграничні кислоти з одним подвійним зв'язком, напр., олеїнова С17Н33СООН, а також із потрійним зв'язком, напр., тариринова кислота С17Н31СООН. У рослинному й тваринному світі налічується близько 1300 видів жирів, але елементний склад їх відносно мало коливається й дорівнює в середньому, %: С — 76-79, Н — 11-13, О — 10-12.
Віск, кутин, суберин. Воски — складні ефіри (естери) одноосновних жирних кислот і вищих одноатомних спиртів, напр., монтан-віск — це етер монтанової кислоти С27Н55СООН і церилового спирту С26Н53СООН. Нині відомо близько 300 видів твердих і рідких восків. Вони належать до дуже стійких складових частин рослин, хоча, як і жири, здатні піддаватися гідролізу. Біологічне призначення восків — вкривати найтоншим шаром стебла, листя, оболонки плодів наземних рослин, захищаючи їх від зовнішніх впливів. У нижчих рослин воски зосереджені в оболонках клітин. У порівнянні з жирами воски більш багаті вуглецем (80—82 %) і воднем (13—14 %) і, отже, містять менше кисню (4—7 %). Дуже близько до восків стоїть кутин, який просочує зовнішній шар епідермісу листя і молодих бруньок, утворюючи кутикули, а також суберин — речовина коркової тканини в корі деяких рослин. З хімічної точки зору кутин є різновидом восків, але утворений жирними кислотами з більш низькою молекулярною масою. Міститься він у рослинах у невеликій кількості (до 3,5 %), головним чином у листі, шкірочці плодів і корових частин. Кутин і суберин дуже стійкі до дії гідролізуючих агентів і мікроорганізмів. Ще більшою стійкістю щодо дії кисню, бактерій, мінеральних кислот, розчинів лугів і нагрівання (до температури близько 200 °С) наділені близькі до восків, кутину й суберину високомолекулярні речовини — споронін і поленін, які утворюють оболонки спор та пилку.
Фосфатиди. До групи ліпідів входять також жироподібні розчинні в спирті речовини — фосфатиди. Вони, крім вуглецю, водню, кисню, містять також фосфор, азот, іноді сірку. Розглядаються як похідні фосфорної кислоти, пов'язаної з гідроксильними групами багатоатомних спиртів. Зосереджуються фосфатиди переважно в насінні й пилку.
Смоли й бальзами. Смоли — це секреторні виділення вищих (головним чином хвойних) рослин. Їх призначення полягає в тому, щоб служити пластиром у випадку поранення рослин, причому смоли виділяються у вигляді бальзамів, тобто в суміші з ефірними оліями. При витіканні бальзаму з пораненого дерева легколеткі ефірні олії випаровуються, а на рослинах
накопичуються напливи смол — майбутні конкреції смол у викопному вугіллі. Смоли мають подібність із восками, оскільки до їхнього складу входять естери. Але воски належать до
числа аліфатичних сполук, а смоли в основному складаються зі сполук циклічних, частина яких має ароматичний характер. У складі смол розрізняють такі групи сполук: смоляні кислоти, одно- або багатоатомні спирти (резиноли), ефіри смоляних кислот і резинолів або одноатомних фенолів (таннолів), інертні вуглеводні (резени). Нерідко в рослинних смолах наявні також речовини вуглеводного характеру — камеді. Подібні смоли називаються смолокамедями. Елементний склад смол (%): С — 79, Н– 10,О — 11. Рослинні смоли хімічно більш стійкі, ніж жири й воски, але деякі з них здатні гідролізуватися, утворюючи ароматичні кислоти (бензойну, коричну) і спирти, наприклад, бензиловий. Частина смол може окиснюватися, полімеризуватися й здобувати при цьому ще більшу стійкість.
Вуглеводи (карбогідрати). Поширена в природі група багатоатомних спиртів (цукрів, целюлози, крохмалю тощо). У вищих рослинах вуглеводів міститься більше, ніж інших речовин. Деревина, наприклад, містить понад 50 % найбільш складних вуглеводів, до яких належить целюлоза. Водночас у деревині містяться прості вуглеводи, пектинові речовини й геміцелюлози.
Прості вуглеводи. До цієї групи вуглеводів належать розчинні в холодній воді найпростіші моносахариди — гексози С6Н12О6 і пентози С5Н10О6. Пентози поширені в рослинах, входять до складу речовини клітин.
Пектинові речовини здатні розчинятися в гарячій воді до 100°С. Вони містяться як у багатоклітинних, так і в нижчих рослинах, а також в альгах (водоростях Phaeophyta). У хімічному відношенні пектинові речовини — високомолекулярні ангідриди пентоз і гексоз. Вони досить стійкі до дії бактерій, але піддаються гідролітичному розщепленню в природних
умовах під впливом ферментів, у результаті чого утворюються пентозани (С5Н8О4)n і гексозани (С6Н10О)n.
Целюлоза або клітковина [С6Н7О2(ОН)3]n належить до полісахаридів, гетероланцюгових вищих молекулярних сполук з макромолекулярною будовою. Вона — головна складова частина деревини. Геміцелюлози є супутниками целюлози в стінках рослинних клітин, в деяких рослинах становлять переважну частину вуглеводів. Геміцелюлози зараховують до вищих молекулярних сполук, вони займають проміжне місце між целюлозою й крохмалем. Геміцелюлози здатні гідролізуватися 2—4%-м розчином HCl з утворенням пентозанів, гексозанів і поліуронідів, причому, у свою чергу, пентозани й гексозани при подальшому гідролізі утворюють відповідно пентози й гексози.
Лігнін. Поряд із целюлозою в стінках клітин більшості вищих рослин перебуває лігнін, будова якого ще не повністю з'ясована. Вважають, що лігнін — нерегулярно побудована вища молекулярна сполука із тривимірною структурою розгалужених макромолекул. Спроби представити будову лігніну у вигляді хімічних формул відбивають лише загальні принципи його будови. Не з'ясовано ще, чи складається лігнін із цілком ідентичних макромолекул, а також не встановлена його молекулярна маса, яку приймають від 682 до 1 000 000. Для лігніну з молекулярною масою 784 (виділеного із сосни) запропонована формула:

Елементний склад лігніну різних рослин приблизно такий, % мас.: С — 63, Н — 6 і О — 31. Лігнін — нерегулярний полімер з розгалуженими макромолекулами, побудованими головним чином із залишків заміщених фенолоспиртів. Велика кількість активних функціональних груп різного типу робить лігнін здатним до численних хімічних перетворень. Він легко нітрується, хлорується й окиснюється. Лігнін легше руйнується мікроорганізмами в живих рослинах, але більш стійкий у відмерлих рослинах. Целюлоза, навпаки, має високу стійкість до дії мікроорганізмів у живих рослинах, але порівняно легко піддається бактеріальному розпаду у відмерлих рослинах. Білки є складними азотвмісними вищими молекулярними сполуками, широко розповсюдженими в природі, складовими частинами основи всіх процесів життєдіяльності. Вони побудовані з α — амінокислот, сполучених амідними зв'язками, і належать до природних поліамідів. Амідний зв'язок, що з'єднує залишки α-амінокислот у білках, називають пептидним, а полімери α — амінокислот — поліпептидами.
До складу поліпептидних ланцюгів білків можуть входити до 20 α-амінокислот, що розрізняються будовою радикала R, наприклад, аланін, треонін, цистеїн та ін. Хімічні властивості білків залежать від природи амідного зв'язку й функціональних груп (карбоксильної, гідроксильної, амінної, дисульфідної), що входять до складу амінокислот. Білки здебільшого мають амфотерні властивості. Білки тваринних організмів розпадаються з утворенням аміаку, а білки рослин, руйнуючись (гідроліз), переходять переважно в амінокислоти, що мають як аліфатичний, так і ароматичний і гетероциклічний характер. При всьому різноманітті будови й розмірів макромолекул різних білків елементний склад їх коливається в порівняно вузьких межах, %: С — 50,6—54,5; Н — 6,5—7,3; N — 15,0—17,6; O — 21,5—23,5; S + Р — 0,3—2,5. У складі білків є не тільки вуглець, водень, кисень, що властиво всім іншим розглянутим вище хімічним складовим частинам рослин, але також сірка, фосфор і, що особливо важливо, азот. Якщо сірка й фосфор можуть бути й серед мінеральних речовин рослин і вугілля, то азот — тільки в органічній масі рослин, у першу чергу, у білках. Про кількісний вміст білків у рослинах (%) можна судити за вмістом у рослинах азоту, помноживши останній на число 6,14. У клітинах рослин білкові речовини входять у протоплазму, становлячи часто більше половини останньої. Вони здатні накопичуватися особливо в тих частинах рослини, у яких фізіологічні процеси протікають найбільш
енергійно, наприклад, у листі. У різних видах рослин білки містяться в неоднакових кількостях: у деревних породах 1—10 %, у мікроводоростях 20—30 %, але особливо багато білків у бактеріях — до 80 %.
Нуклеїнові кислоти. У життєдіяльності тваринних організмів і рослин винятково важливу роль відіграють високомолекулярні нуклеїнові кислоти, поліефіри фосфорної кислоти і N-рибозидів. Вони належать до природних вищих молекулярних сполук і беруть участь безпосередньо у біосинтезі білку. Молекулярна маса їх коливається в дуже широких межах — приблизно від десятків тисяч до кількох мільйонів. У тваринних організмах і рослинах містяться як рибонуклеїнові кислоти (РНК), так і дезоксирибонуклеїнові кислоти (ДНК), які розрізняються послідовністю чергування різноманітних комбінацій мономерних одиниць (нуклеотидів). При гідролізі нуклеїнові кислоти розпадаються на відповідні нуклеотиди.
Змішані високомолекулярні сполуки відкриті порівняно недавно. Вони поширені в рослинному й тваринному світі. До них належать білки, що містять одночасно вуглеводний або ліпідний компонент, або пов'язані з нуклеїновими кислотами, а також полісахариди, що містять білковий, ліпідний або обидва компоненти. Деякі ферменти належать до змішаних вищих молекулярних сполук.

## Процеси утворення ТГК
Для перетворень відмерлих рослинних матеріалів, занурених у воду, певне значення мало хімічне середовище, у якому вони перебували; важливу роль відіграли, фізико-хімічні фактори та бактеріальні процеси пов'язані з діяльністю ферментів мікроорганізмів, що викликають і спрямовують хід хімічних перетворень і реакцій (гідроліз, окиснення, відновлення, полімеризація, поліконденсація й ін.). Розрізняють перетворення хімічних складових частин рослин при аеробних (з більшим доступом повітря) та анаеробних умовах (з малим доступом або зовсім без доступу повітря) з відповідною дією аеробних й анаеробних мікроорганізмів. З урахуванням цих факторів Г. Потоньє розрізняв такі основні види первинних перетворень рослинних залишків:
1. Тління — перетворення залишків вищих рослин при достатньому доступі повітря в присутності води; при цьому всі органічні речовини переходять у кінцеві продукти окиснювання — вуглекислий газ і воду. Цей процес аналогічний повільному горінню, і тверді органічні залишки в результаті його протікання, як правило, не утворюються; тверді залишки
можуть давати в цих умовах лише найбільш стійкі хімічні складові частини рослин. Тлінню піддаються целюлоза, лігнін, білки, але не рослинні смоли, воски, елементи, утворені зі спорополеніну, кутину й суберину (спори, пилок, кутикули). У результаті тління або зовсім не утворюється вугілля, або ж виходять первинні продукти, із яких утворюються ліптобіолити.
2. Гниття (гуміфікація) — цей процес відрізняється від тління недостатнім доступом повітря й малою вологістю: його уподібнюють неповному згорянню. У результаті перетворень у таких умовах органічні речовини рослинних залишків лише частково перетворюються в СО і Н2О, причому одночасно утворюється також невеликий твердий залишок, що містить більше вуглецю, ніж вихідний матеріал. Його називають звичайно перегноєм або гумусом — бурі або чорні горючі речовини, що утворюються в результаті неповного розкладу вищих рослин. Гумус можна спостерігати у вологому ґрунті полів і лісів, де він має бурий або чорний колір (лісовий торф). Певна частина гумусу легко розчиняється у воді, утворюючи колоїдні розчини, відомі під назвою «чорні води». Бурі кольори води в деяких річках пояснюють звичайно значною кількістю «чорних вод», принесених потоками води з лісів.
3. Оторфеніння (торфоутворення) — поширений у природі процес, який протікає при великий вологості, спочатку при недостатньому доступі кисню повітря, а потім — при майже повній ізоляції від нього. У початковій стадії процес оторфеніння подібний до гниття, а надалі він має специфічні особливості: внаслідок перекриття рослинних залишків, що нагромадилися, товстим шаром води припиняється доступ повітря до них, а на їхній поверхні знову розвивається багата рослинність, яка утворює, у свою чергу шар, що ізолює від повітря. Окисні процеси під цим шаром тривають як з виділенням Н2О і СО, так і з утворенням твердого залишку (болотного торфу), але вони дуже уповільнені, і джерелом необхідного для цього кисню є сам перетворюваний рослинний матеріал. Процес оторфеніння, як і гниття, зводиться в основному до підвищення відносного вмісту вуглецю в гумусових твердих продуктах, які можуть накопичуватися у великих кількостях.
4. Гнильне шумування, або бродіння, — перетворення рослинних залишків, при якому процес здійснюється в спокійній воді при повній ізоляції від кисню повітря. Для цього процесу характерна перевага відновних реакцій, причому тверді продукти, що утворюються (гнильний мул, або сапропель) збагачуються не стільки вуглецем, як у раніше описаних процесах, скільки воднем. Гниттю піддаються в основному нижчі рослини — (водорості) і тваринні рештки. Тління, гниття, торфоутворення, гнильне шумування являють собою перші стадії вуглеутворення. У природних умовах вони тільки в рідкісних випадках протікають окремо: одні з цих процесів обов'язково супроводжують інші, завдяки чому вони переплітаються й накладаються. Білки в аеробних умовах швидко піддаються повному розкладу з утворенням газоподібних продуктів (аміаку), а також, можливо, амінокислот. В анаеробних умовах відбувається гідролітичне розщеплення білків, у результаті чого виходять в основному також амінокислоти, подальше перетворення яких може йти різними шляхами залежно від характеру навколишнього середовища. Частина амінокислот розчинна у воді й, отже, може легко видалятися з перетворених залишків рослин. Завдяки властивій амінокислотам високій реакційній здатності вони через аміногрупу або оксигрупу можуть легко вступати також у реакції конденсації, наприклад, із продуктами гідролізу деяких вуглеводів, утворюючи при цьому стійкі азотисті й сірчисті сполуки. Таким чином, не виключена можливість протікання реакцій синтезу між продуктами змін білків й інших складових частин рослинних залишків. Гнильне шумування білків супроводжується виділенням Н2S й NH3. Жири в умовах природного нагромадження відмерлих рослин здатні швидко піддаватися омиленню й перетворюватися на суміші жирних кислот і гліцерину. В аеробних умовах жирні кислоти, як і жири, розкладаються порівняно легко. В анаеробних умовах жирні кислоти змінюються значно менше: винятково стійкими є насичені жирні кислоти й ті з ненасичених, які містять один подвійний зв'язок. У деяких випадках високомолекулярні граничні (насичені) жирні кислоти, їхні ангідриди й солі можуть перебувати серед продуктів перетворень відмерлих рослин навіть у вільному вигляді. Ненасичені жирні кислоти з більшою кількістю подвійних зв'язків в анаеробних умовах здатні полімеризуватися й утворювати стійкі сполуки, частина яких має гідроароматичний й ароматичний характер. У порівнянні із жирами воски значно більш стійкі як в аеробних, так і в анаеробних умовах, чим пояснюється те, що вони виявляються в торф'яних покладах і навіть у бурому вугіллі. Спорополініт, кутин і суберин у природних умовах є також досить стійкими до дії біохімічних аґентів. Дуже стійкими щодо дії мікроорганізмів в аеробних й анаеробних умовах є смоли й продукти їх перетворень. Після втрати ефірних олій, у яких звичайно розчинені смоли, в останніх протікали процеси полімеризації, при яких ускладнювалися молекули, смоли перетворювалися на тверді, ще більш стійкі, нерозчинні й тугоплавкі речовини. Значна стійкість смол протягом геологічних періодів зумовлює те, що їх знаходять як у вигляді окремих включень (конкрецій) у викопному вугіллі, так й у формі самостійних скупчень. При підвищенні температури в процесі вуглеутворення смоли здатні розкладатися з виділенням кислоти й різних вуглеводнів; тому в природних умовах у смолах можуть перебувати також вуглеводні. Усі менш складні вуглеводи в аеробних умовах легко
розкладаються; у першу чергу це стосується найпростіших вуглеводів, причому вони малостійкі й в анаеробних умовах. Відносно більш стійкими в цих умовах виявляються геміцелюлози й пектинові речовини. Ще частіше в скупченнях перетворених рослинних залишків виявляють продукти гідролітичного розщеплення геміцелюлоз і пектинових речовин — пентозани й ексозани. Целюлоза порівняно легко руйнується мікроорганізмами з утворенням метану, води, вуглекислого газу й найпростіших розчинних у воді органічних кислот (головним чином оцтової). Характер і швидкість розкладу целюлози залежать від виду наявних мікроорганізмів й особливостей навколишнього середовища: при впливі аеробних й анаеробних мікроорганізмів, у тому числі грибків, а також термофільних й інших бактерій, целюлоза зазнає повного розпаду (із виділенням СО2 і Н2О) або піддається шумуванню з утворенням жирних кислот і газоподібних продуктів — СН4 (метанове шумування) або Н2 (водневе шумування). У ряді випадків вміст целюлози в перетворюваних рослинних залишках при гнитті й торфоутворенні зменшується зі збільшенням ступеня розкладу. Цей факт нерідко вважають доказом того, що целюлоза не брала участі в утворенні вугілля. Однак спостерігаються випадки, коли навіть сильно розкладений торф містить целюлози більше, ніж відносно менш розкладений. Тому поки що не можна вважати доведеним, що в процесі оторфеніння целюлоза не утворювала твердого залишку й слугувала тільки «їжею» для мікроорганізмів. Можливо, що при біохімічних перетвореннях целюлоза могла давати проміжні продукти, які взаємодіяли з іншими речовинами, утворюючи різні стійкі сполуки, аж до ароматичних. Не менша увага, ніж целюлозі, приділяється й лігніну, що є досить стійким до дії різних біохімічних аґентів в аеробних і анаеробних умовах. Саме внаслідок цього при первинних процесах руйнування рослинних залишків може мати місце нагромадження лігніну, вміст якого, однак, при триваючому процесі торфоутворення зменшується, оскільки утворюються нові речовини, що становлять органічну масу торфу й бурого вугілля.
За Ю. А. Жемчужниковим, нагромадження вищих рослин
складаються головним чином із двох типів речовин:
- 1) лігніно-целюлозних тканин;
- 2) кутинізованих елементів (кутикула, оболонки спор, пилок, коркова тканина).

Ці два типи речовин можуть переважати або мати підлегле значення як матеріал, із
якого утворилися ті або інші викопні палива, але в усіх випадках такимматеріалом будуть речовини вищихрослин, що дають
на певній стадії розкладання гумус. Таке вугілля називають
гумолітами на противагу сапропелітам, що утворилися
переважно з нижчих рослин (водоростей). При переважанні в
гумолітах похідних лігніноцелюлозних тканин вугілля
називають гумітами, у випадку ж переваги кутинізованих
елементів або смоляних тілець — ліптобіолітами. Останні
можуть накопичуватися як при повному руйнуванні лігніно-
целюлозних тканин, так й у результаті місцевого збагачення
рослинних залишків кутинізованими елементами (напр.,
спорами) при самому нагромадженні. Групу сапропелітів також
поділяють на два класи. У першому класі в паливі збереглися
ще залишки водоростей, планктонів. В іншому класі водорості
не збереглися, і все вугілля перетворилося в безструктурну
масу — сапроколіти.

## Теорії походження горючих копалин
За сучасними уявленнями основними процесами
перетворення рослинних залишків були:
- перша фаза — торфоутвореня, яка включає геліфікацію лігніно-целюлозних тканин рослин, фюзенізацію, елювіацію, ілювіацію;
- друга фаза — вуглефікація (діагенез і метаморфізм). (Див. докладніше — вуглеутворення).

Більшість дослідників дотримується думки про участь
усіх складових частин рослин в утворенні ТГК, а ступінь їх
участі залежить від умов нагромадження. Напрямок
перетворення рослинного матеріалу істотно залежить від умов: рН середовища, наявності кисню, життєдіяльності бактерій, мінералогічної обстановки. У морському середовищі, що
містить йони сульфатів, при досить обмеженому доступі кисню
утворення кислот незначне. Унаслідок цього рН середовища
перебуває в межах 7,0—7,5, що створює сприятливі умови для
життєдіяльності анаеробних бактерій, які засвоюють кисень
органічних речовин, і наявні гумінові кислоти містять підвищені
кількості водню, сірки й азоту. Упрісноводних болотахгумінові
кислоти, що утворюються при окиснюванні рослинного
матеріалу, нейтралізуються кальцієм, що підвищує рН
середовища й сприяє життєдіяльності бактерій, у тому числі
сірчаних, активному розвитку планктонів і молюсків, багатих
білками. Унаслідок цього більшість збагаченого кальцієм вугілля
відрізняється високим вмістом піриту, органічної сірки й азоту.
У маловодних болотах створюються умови для припливу кисню
й більш інтенсивного нагромадження продуктів окиснювання, гумінових кислот. Це формує кислотне середовище, яке
перешкоджає життєдіяльності бактерій і сприяє консервації
гумінових кислот і збереженню їх у більшій кількості.
За біохімічною теорією походження вугілля (М. Тейлора)
основним фактором в утворенні різних видів викопного палива
є бактеріальна дія, що цілком регулюється властивостями
порід, які складають покрівлю пласта. Ці породи можуть мати
кислу реакцію, якщо вони складені переважно кальцієво-
алюмінієвими силікатами, або лужну, якщо в них переважають
натрієво-алюмінієві силікати. У процесі гідролізу ґрунтовими
водами ці два типи покрівлі поводяться по-різному. При кислій
покрівлі гідроліз проходить утруднено, при лужній покрівлі — легко. В останньому випадку водний розчин лугу нейтралізує
кислі складові частини, що утворюються при розкладанні
торфу, і тим самим сприяє продовженню й розвитку бактеріального впливу. При цьому завдяки непроникності для газів
покрівлі бактеріальна діяльність відбувається в анаеробних
умовах. Торф'яна маса розкладається у відновній атмосфері, у результаті чого утворюється паливо, збіднене киснем. При
кислій покрівлі лужного середовища не виходить. Кислі
продукти від розкладу торфу й життєдіяльності бактерій, накопичуючись, досягають такої концентрації, при якій
подальша діяльність бактерій припиняється. У цьому випадку
продукт буде багатим на кисень, покрівля залишається
проникною для газів, отже, бактеріальна діяльність протікає в
аеробних умовах. Описаними відмінностями ухарактеріпокрівлі
теорія Тейлора пояснює походження бурого й кам'яного вугілля
й антрацитів. Для утворення бурого вугілля необхідна кисла
покрівля, для кам'яного вугілля й антрацитів — лужна покрівля.
Фактичний матеріал про характер покрівлі в різних паливних
басейнах не підтверджує теорії Тейлора. Недолік теорії Тейлора
й у тому, що вона відкидає значення геологічних факторів у
процесі утворення вугілля, що є безсумнівним фактом. Тільки
бактеріальним впливом, без залучення хімічних, геологічних, інших причин не можна пояснити в цілому процес утворення
різноманітних типів викопного палива.

## Часові рамки вуглеутворення
У геологічній історії Землі
утворення вугільних пластів пов'язане з виникненням і
розвитком світу рослин. Найдавніші з твердих горючих копалин— сапропелітове вугілля й горючі сланці, утворилися зі
скупчень ще примітивних підводних рослин (водоростей) і
планктону на дні водойм. Родовища такого вугілля відомі з
початку палеозою, вони утворилися близько 500 млн років тому.
Серед більш пізніх родовищ сапропелітового вугілля відомі
перехідні різновиди, які містять матеріал вищих наземних рослин.
Дрібні родовища гумусового вугілля, утвореного з
матеріалу вищих наземних рослин, відомі у відкладах девону.
Серед рослин цього періоду описані порівняно високоорганізовані види вищих рослин, розквіт яких відбувся в
наступні кам'яновугільний і пермський періоди. До відкладів
кам'яновугільного й пермського періодів відносять багато
великих родовищ найбільш цінного кам'яного вугілля.
Найактивніше вуглеутворення відбувалося в Кам'яновугільний період, який настав близько 350 млн років тому і
тривав 65—70 млн років. З відкладами карбону пов'язані
вугільні басейни: Європи: Донецький і Львівсько-Волинський — в Україні; Південний Уельс, Ланкашир, Нортумберленд, Кент — у Великій Британії; Астурійський — в Іспанії; Валансьєн — у
Франції; Льєж і Кампін — у Бельгії; Нижньорейнсько-
Вестфальський (Рурський) — у Німеччині; Верхньосілезький — у Польщі; Остравський — у Чехії; Азії: Кузнецький, Карагандинський, Екібастузький, Тунгуський та ін. — у Російський
Федерації; Датун — у Китаї; Ранігандж, Бакаро, Джхарія — в
Індії; Північної Америки: Аппалачський, Ілінойський, Пенсильванський, Мічиганський, Техаський; Австралії: Боуен, Новий Південний Уельс.
У Пермському періоді, який розпочався 280 млн років
тому і закінчився 250 млн років тому, сформувалися
Печорський, Тунгуський, Кузнецький, Мінусінський вугільні
басейни, вугленосні басейни у Сх. Китаї (пр. Шаньсі) і в Індії
(шт. Біхар), у Півд. Африці, Бразилії, Австралії.
Нагромадження сапропелітів починається з кембрійського
періоду, який є першим, найбільшраннімперіодом, з якогоможна
простежити поступову еволюцію фауни і флори. В ордовику
утворилися прибалтійські сланці, силурійське гумусове зольне
вугілля відоме в кількох районах різних країн світу. У середині
девонського періоду виникли перші нечисленні поклади
гумусового вугілля промислового значення (барзасити).
У ранньому девоні в затоплених водоюмілководних лагунах
виростали рослини псилофіти, з яких утворилися малопотужні
вугільні пласти у вигляді тонких прошарків вітриніту. При
подальшому розвитку рослин у середньому й пізньому девоні, коли рослинність дуже швидко поширилася по всіх континентах, почали формуватися власне вугільні пласти. Пізньодевонське
вугілля утворилося з рослин, подібних до тих, із яких виникло
вугілля в карбоні, однак воно ще не має промислового
значення. Тільки в ранньому карбоні сформувалися важливі
родовища вугілля. Найважливіші пермські вугільні басейни
виникли головним чином за рахунок голонасінних, які
відігравали істотну роль у торфоутворенні й у верхніх частинах
пізнього карбону. У мезозої, особливо в юрський і ранній
крейдовий періоди, голонасінні є основною вуглеутворювальною рослинністю.

## Локалізація родовищ ТГК
Протягом усіх геологічних
періодів відбувалося постійне підняття й опускання земної кори
з різною інтенсивністю. Усі вугленосні формації в цьому
відношенні поділяють на дві групи: крайові (геосинкліналі) і
платформні. Платформні басейни мають малу потужність
вугленосної товщі, 2—3 пласти вугілля низького ступеня
вуглефікації і горизонтальне залягання.
Відклади торфу зберігаються тільки в районах занурення, багаті родовища вугілля приурочені до областей крайових
прогинів, причому утворення торфу пов'язане із часом
існування континентальних умов.
Для вугільних родовищ, які утворилися в крайових
прогинах, характерні потужні осадові товщі, що включають
пласти вугілля потужністю до 2 м, розповсюджені на
величезних площах і перешаровані численними прошарками
морських осадів (Донбас, Рур). У районах великих складчастих
гірських поясів, у тилових ділянках моря, де занурення йде
звичайно повільніше, кількість вугільних пластів невелика.
Див. вуглеутворення, рослини-вуглеутворювачі, вуглефікація,
метаморфізм.

## Волога ТГК
Вміст вологи в ТГК пов'язаний як з генетичними чинниками торфо– і вуглеутворення і умовами залягання викопного вугілля в надрах, так і зі способами їх видобутку, зберігання і переробки.
Вся волога, яка міститься в ТГК, що знаходяться в природних умовах залягання, називається природною (Wпр). Вологу, яка міститься у видобутому вугіллі, названо загальною вологою (Wt) або загальною робочою вологою (Wrt).
При зберіганні вугілля на відкритому повітрі частина вологи втрачається за рахунок випаровування. Волога, що виділилася при цьому, називається зовнішньою (Wex), а та, що залишилася у вугіллі, — гігроскопічною (Wh).
Внутрішня або гігроскопічна волога, називається також вологою адсорбційною, лабораторною або вологою аналітичної проби (Wa).
Викопне вугілля, з якого видалена зовнішня волога, називають повітряно-сухим, а якщо видалена і внутрішня волога, то вугілля називають абсолютно сухим.
Вміст зовнішньої вологи визначається за втратою маси наважки при сушінні вугілля при кімнатній температурі і нагріві в сушильній шафі до температури не більше 40 °С для бурого і не більше 50 °С для кам'яного вугілля. Крупність зерен не повинна перевищувати 20 мм, а маса проби не повинна бути меншою 500 г. Дека для сушки ставиться у витяжну шафу, в приміщення з вентиляцією, або сушильну шафу. Час від часу пробу перемішують і зважують доти, доки розходження між двома зважуваннями протягом двох годин буде не більше 0,3 % первинної наважки для бурого вугілля і 0,1 % для кам'яного. Тривалість сушки не повинна перевищувати 8 годин і тільки для бурого вугілля із загальною вологістю понад 30 % вона може бути продовжена.
Для прискореного визначення зовнішньої вологи можна сушити пробу в сушильній шафі в атмосфері азоту при температурі 80 °С.
Вміст гігроскопічної вологи (волога повітряно-сухого вугілля) визначається в лабораторній пробі масою не менше 500 г, крупністю до 3 мм шляхом її сушки при 105—110 °С. Кам'яне вугілля сушать 60, буре 60 і антрацит 120 хв. Контрольна сушка триває 30 хв. до розходження не більше 0,1 %.
Аналітичну пробу перемішують і з різної глибини з двох–трьох місць відбирають в заздалегідь зважені склянки наважки вугілля 1 0,1 г з точністю до 0,0002 г. Наважки вміщують в заздалегідь нагріту до 105—110 °С сушильну шафу і сушать буре вугілля протягом 60 хв., кам'яне вугілля і антрацит 30 хв. Контрольні просушення, тривалістю по 10 хв, проводять доти, доки різниця в двох подальших зважуваннях буде менше за 0,001 г.
Прискорений метод визначення масової частки вологи заснований на висушуванні вугілля при температурі 140 5 °С. Для визначення вологи аналітичної проби тривалість сушки для кам'яного вугілля, антрацитів і продуктів мокрого збагачення становить 5 хв., бурого вугілля 20 хв.
Взаємозв'язок між природою, стадією метаморфізму, складом вугілля і вмістом вологи спостерігається тільки в аналітичній пробі.
Вміст вологи в ТГК (Wa) в залежності від походження і стадії вуглефікації складає: в торфах до 30—45 %;
у бурому вугіллі: гуміти — від 5 до 25 %,
ліптобіоліти — 5-8 %,
сапропеліти — 4-8 %;
у кам'яному вугіллі (Донецьке вугілля марок): Д — до 9 %,
Г — до 5 %,
Ж — до 3,5 %,
К — до 2,5 %,
ПС — до 1,5 %,
П — до 1,0 %,
А — до 4,0 %;
ліптобіолітах — 1,5—3 %,
сапропелітах — до 2,5 %,
горючих сланцях — 4—5 %.
У одному і тому ж вугіллі найбільшу вологість має вітриніт, найменшу — інтертиніт, екзиніт займає проміжне, близьке до інтертиніту, положення.
Кількість вологи у вугіллі (загальної, робочої, зовнішньої і аналітичної) має велике практичне значення, сприяючи або перешкоджаючи окисненню і самонагріванню, погіршуючи сипкість і викликаючи змерзання вугілля, знижуючи енергетичний ККД використання вугілля.
Вміст гігроскопічної вологи у вугіллі дозволяє судити про кількість полярних фрагментів. При перетворенні торфу на буре і кам'яне вугілля вміст карбоксильних і гідроксильних груп меншає, що веде до зменшення спорідненості вугілля до води (змочуваності вугілля).

## Мінеральні компоненти і зольність вугілля
Різноманітність мінеральної частини ТГК і форм їх зв'язку з органічною масою викликає великі труднощі аналітичного визначення мінеральних компонентів в незмінному стані, в зв'язку з чим про вміст мінеральних речовин у вугіллі (М) доводиться судити не прямо, а за кількістю золи, що залишається після спалення наважки вугілля при вільному доступі кисню повітря. Золою, отже, називають твердий продукт повного окиснення і термохімічних перетворень мінеральної і органо-мінеральної частини ТГК.
Зольність вугілля визначається спаленням в стандартних умовах наважки в муфельній печі при температурі 800—830°С. Наважка 1 0,1 г вугілля відбирається з аналітичної проби у човник з попередньо зафіксованою вагою і зважується з точністю до 0,2 мг. При необхідності наважка вугілля може бути менша 1 г. У аналітичній пробі не повинно бути частинок, більших 0,2 мм.
Розрізнюють повільне і прискорене озолення.
При повільному озоленні човник з пробою вміщують в холодну або нагріту до 300°С піч, а потім підіймають температуру у муфелі до 800—830°С і прожарюють при кінцевій температурі 1,0—1,5 години. Після прожарювання човники із золою виймають з муфеля, охолоджують до кімнатної температури і зважують. Контрольне зважування здійснюється після додаткового прокалювання протягом 30 хв. Різниця між двома зважуваннями не повинна перевищувати 1 мг.
Прискорене озолення з природною вентиляцією здійснюють в муфельній печі, нагрітій до 850—875°С. Човники з наважками встановлюють на пластинці близько до краю печі і витримують в цьому положенні 3 хв., а потім просувають в муфельну піч зі швидкістю 2 см на хв. і закривають дверцята.
Тривалість прокалювання при 800—830°С для кам'яного вугілля і антрацитів 35 хв. у човнику № 2 і 25 хв. у човнику № 3, для бурого вугілля відповідно 25 і 20 хв. Човник № 2 має розміри: довжина — 85 мм, ширина — 14 мм, висота — 10 мм, човник № 3 відповідно 105, 18 і 14 мм.
Прискорене озолення з подачею в муфельну піч кисню проводять аналогічно попередньому, тільки після закриття муфеля в нього подають кисень зі швидкістю 3 л/хв. Тривалість озолення при температурі 800—830°С для кам'яного вугілля і антрацитів 25 хв. (човник № 2) і 20 хв. (човник № 3), для бурого вугілля відповідно 15 і 10 хв.
Зольність кожної проби визначають паралельно в двох наважках. Розходження, що допускаються, залежать від зольності.
Якщо вона нижча за 10 %, то допускаються розходження між паралельними визначеннями в одній лабораторії 0,2 %, в різних лабораторіях 0,3 %, при зольності 10—20 % — 0,3 і 0,4 %; при зольності 20—25 % — 0,4 і 0,5 %; при зольності понад 25 % — 0,5 і 0,7 %.
У ряді робіт показано, що при визначенні зольності «солоного» вугілля з підвищеним вмістом лужних металів можуть виникати істотні помилки, за рахунок випаровування при температурах до 800—830°С основної кількості лужних металів і хлору. Рекомендується для визначення зольності такого вугілля проводити їх озолення при температурі 600°С протягом 3 годин.
Оскільки при озоленні твердих горючих копалин відбувається зміна хімічного складу мінеральної частини, внаслідок її розкладання і окиснення, то зольність вугілля відрізняється від вмісту мінеральної частини вугілля. Тому часто необхідно визначати, крім зольності, безпосередній вміст мінеральних компонентів. Для цього проби вугілля обробляються розбавленою соляною, а потім плавиковою кислотою, в яких розчиняється значна частина мінеральних компонентів, що містяться в ТГК. Випробування проводять за міжнародним стандартом ISO 602-74. З прикладу, наведеного в цьому стандарті, видно, що різниця між зольністю вугілля і масовою часткою мінеральних речовин (Md) у високозольному вугіллі може досягати 5 %.
При визначенні зольності і масової частки вуглецю в органічній масі палива значний вміст карбонатів в мінеральній речовині може бути причиною похибок, оскільки при спаленні палива карбонати розкладаються і виділяють вуглекислоту. Масову частку СО2 в мінеральній речовині визначають ваговим і об'ємним методами за міжнародним стандартом ISO 925-75 або за ГОСТ 13455-76 шляхом розкладання карбонатів соляною кислотою і вловлювання СО2 в поглиначах або в газовимірювальній бюретці.
Для виділення мінеральної частини вугілля останнім часом використовується спосіб окиснення органічних речовин вугілля в низькотемпературній (до 150°С) кисневій плазмі. В твердому залишку добре діагностуються практично всі основні мінерали, що містяться у вугіллі і бокових породах. Метод дослідження складу мінеральних домішок із застосуванням низькотемпературної плазми використовується тільки в науково-дослідних роботах.
Розробка і використання фізичних методів визначення вмісту мінеральних речовин у вугіллі пов'язані з вдосконаленням технології гірничого виробництва, методів збагачення і переробки палив. Сучасні методи контролю повинні забезпечувати експресність, показність об'єкта, що аналізується, можливість використання в різних технологічних процесах і передачі інформації в автоматичну систему управління підприємством. Фізичні критерії повинні бути основані на відмінності властивостей органічної складової і мінеральних домішок. Такими критеріями можуть бути: густина, динамічний модуль пружності, міцність, природна радіоактивність вугілля і мінеральних домішок. На практиці найбільше поширення отримали фізичні методи, основані на взаємодії вугілля і мінеральних домішок з потоками іонізуючих випромінювань різних енергій. Як критерій оцінки в них звичайно використовують густину вугільної маси, вміст органічних речовин або різних мінеральних компонентів, а також поєднання вищезгаданих показників. Кількісно вони оцінюються шляхом реалізації різних схем взаємного розташування джерела випромінювання, детектора і проби.
Для аналізу аналітичних проб вугілля призначені прилади основані на зворотному відбитті рентгенівського випромінювання (наприклад, ЗАР-2-1).
Для аналізу проб вугілля лабораторної крупності (до 3 мм) може використовуватися прилад РКТ-1, що реєструє ослаблення гамма-випромінювання ізотопу 241Аm.
Прилад БРА-9 призначений для одночасного визначення в аналітичній пробі мінеральних речовин і сірки при використанні відбитого розсіювання м'якого гамма-випромінювання від джерела 55Fe в поєднанні з реєстрацією флуоресцентного випромінювання заліза, що збуджується випромінюваннями ізотопу 238 Pu.
Проби вугілля крупністю до 25 мм можна аналізувати приладом ЕАЗ. Вміст мінеральних речовин оцінюється за густиною потоку прямого гамма-випромінювання ізотопу 241Am. Прилад РАМ-1М призначений для аналізу вологості і вмісту мінеральних речовин в рухомому потоці вугілля крупністю до 13 мм шляхом реєстрації зворотного відбиття рентгенівського випромінювання.
Для безперервного контролю рядового вугілля в потоці розроблені установка ВСКЗ-1 і прилади 7 серій РКТП, в яких використані принципи ослаблення жорсткого гамма-випромінювання.
За походженням мінеральні компоненти прийнято поділяти на внутрішні, що утворилися з мінеральної частини первинних рослинних матеріалів, і зовнішні, що складаються з мінеральних частинок, принесених у торф або вугілля ззовні.
Відсутня виражена залежність між загальною зольністю і природою та ступенем вуглефікації ТГК. Зольність Аd практично для всіх видів ТГК коливається від 0,5 до 40 %, для горючих сланців від 40 до 70—80 %. У одному і тому ж пласті найбільшу зольність має інертиніт, найменшу — вітриніт, а екзиніт займає проміжне положення.

## Вихід летких речовин
Найважливішою особливістю ТГК є здатність до термохімічних перетворень при нагріванні без доступу повітря, ступінь і глибина яких залежать при рівних умовах від природи, складу, структури і властивостей різновиду ТГК.
Вихід летких речовин є показником структурних особливостей складових частин викопного вугілля, оскільки характеризує кількість термічно нестабільних атомних угрупувань, які відщеплюються при даній температурі. Визначення виходу летких речовин (V,%) необхідне для оцінки практичної цінності різних видів вугілля.
Цей показник важливий для оцінки властивостей енергетичного вугілля, як характеристика реакційної здатності і займистості палива, а також для коксівного вугілля оскільки він визначає вихід коксу і хімічних продуктів коксування.
Під час визначення виходу летких речовин необхідно суворо дотримуватись всіх умов методик, відображених в ГОСТ 6382-80 і міжнародному стандарті ISO 562-74, оскільки цей показник може помітно змінюватися при зміні умов дослідження.
Під леткими речовинами ТГК розуміють складну суміш всіх газів і пароподібних продуктів, що утворюються і виділяються при нагріванні ТГК без доступу повітря до певної температури. Стандартом передбачений нагрів наважки вугілля (1 г) в порцеляновому тиглі з кришкою протягом 7 хв. в заздалегідь розігрітій до 850 25°С муфельній або тигельній печі. Вихід летких речовин з аналітичної проби (Vа,%) визначається за різницею між масою початкової наважки вугілля і масою твердого нелеткого залишку з урахуванням вмісту в ньому вологи.
Вихід летких речовин залежить від виду горючого первинного матеріалу і ступеня вуглефікації. Вихід летких речовин з торфу становить 65—75 % на суху беззольну масу, з бурого гумусового вугілля 45—65 %, сапропелітового 65—85 %, ліптобіолітового 65—80 % незалежно від ступеня вуглефікації.
Кам'яне вугілля Донбасу має вихід летких речовин від 45 % у довгополуменевого до 9 % у пісного вугілля, антрацитів — від 2 до 9 %.
Для більш точного розділення антрацитів за виходом летких речовин визначають об'ємний вихід летких речовин за ГОСТ 7303-77. Визначення ведеться при 900°С протягом 15 хв. шляхом визначення кількості газу, що виділився під час випробування.

## Тверді нелеткі залишки
Тверді нелеткі залишки, що утворюються з різних ТГК, характеризуються за зовнішнім виглядом. Розрізняють такі нелеткі залишки: порошкоподібний, неспечений, злиплий, слабкоспечений, спечений, сплавлений, неспучений, спучений, дуже спучений.
Властивості твердих нелетких залишків (NV), що утворюються при визначенні виходу летких речовин з ТГК тигельним методом, залежать від природи і стадії метаморфізму. З торфу, бурого вугілля і антрацитів утворюються неспечені, порошкоподібні тверді нелеткі залишки. З кам'яного вугілля неспечені тверді залишки дає пісне, часом — довгополуменеве вугілля. Кам'яне вугілля інших марок (Г, Ж, К, ПС і деякі Д) утворює корольки, які мають різні властивості за спеченістю, сплавленістю і спученістю. Сапропелітове і ліптобіолітове вугілля, особливо на кам'яновугільній стадії, як і малозольні горючі сланці (ГС), утворює неспучений, спечений тигельний кокс.
Абсолютно не спікаються інертиніти. Вітриніти утворюють тверді нелеткі залишки, у яких спеченість, сплавленість і спученість змінюються по кривій з максимумом для вугілля марок Ж і К. У пісному і довгополуменевому вугіллі, а також в антрацитах вітриніти не спікаються. Екзиніт у вугіллі марок Д, Г і Ж завжди утворює спечені тверді нелеткі залишки, часто сплавлені, але не спучені.
Таким чином, чим більше у вугіллі вміст вітриніту і екзиніту і менше інертиніту, тим спеченість краща.